# Stigmella oriastra
Stigmella oriastra là một loài bướm đêm thuộc họ Nepticulidae. Nó được tìm thấy ở New Zealand.
Chiều dài cánh trước khoảng 3 mm. Con trưởng thành bay vào tháng 1 và từ tháng 10 đến tháng 12. Có thể có một lứa một năm.
Ấu trùng ăn Celmisia species, bao gồm Celmisia coriacea. Chúng ăn lá nơi chúng làm tổ. 